# Parachernes indicus
Espèce
Parachernes indicus est une espèce de pseudoscorpions de la famille des Chernetidae.

## Distribution
Cette espèce se rencontre en Inde et au Sri Lanka.

## Description
Les femelles mesurent de 2,5 à 3,0 mm.

## Publication originale
- Beier, 1967 : Pseudoscorpione von Kontinentalen Sudost-Asien. Pacific Insects, vol. 9, p. 341-369 (texte intégral).